# Laurent Derognat
Laurent Derognat, né le 15 février 1865 à Saint-Trivier-de-Courtes (Ain) et mort le 7 avril 1931 à Bourg-en-Bresse (Ain), est un homme politique français.

## Biographie
Après ses études de droit, il est conseiller de préfecture, à Rodez puis à Bourg-en-Bresse. Il est ensuite avocat, conseiller général du canton de Saint-Trivier-de-Courtes et maire de la commune. Il est député de l'Ain de 1914 à 1919, inscrit au groupe de la Gauche radicale.

## Sources
- « Laurent Derognat », dans le Dictionnaire des parlementaires français (1889-1940), sous la direction de Jean Jolly, PUF, 1960 [détail de l’édition]
- « Laurent Derognat », sur Sycomore, base de données des députés de l'Assemblée nationale